# Elaine de Kooning
Pour les articles homonymes, voir Koning.
Elaine de Kooning (née Elaine Marie Catherine Fried le 12 mars 1918 à Brooklyn – morte le 1er février 1989 à Southampton) est une peintre américaine du courant de l’expressionnisme abstrait. 

## Jeunesse et formation
Elaine de Kooning est née Elaine Marie Catherine Fried en 1918 à Flatbush, New York. Plus tard dans la vie, elle dira qu'elle était née en 1920. Ses parents étaient Mary Ellen O'Brien, une catholique irlandaise, et Charles Frank Fried, un protestant d'origine juive. Son père Charles était directeur d'usine pour la Bond Bread Company.
Elaine Fried  est l'aînée de quatre enfants ; Marjorie Luyckx, Conrad et Peter Fried étaient ses frères et sœurs. Sa mère la soutient dans ses efforts artistiques, l'emmenant dans des musées à l'âge de cinq ans et lui apprend à dessiner ce qu'elle voyait. Sa chambre d'enfance était décorée de reproductions de peintures. Mary Ellen a été internée au centre psychiatrique de Creedmoor pendant un an après avoir été dénoncée par un voisin pour négligence envers ses enfants.
À l'école primaire, Elaine Fried commence à dessiner et à vendre des portraits d'enfants fréquentant son école. Elle étudie au lycée Erasmus Hall de Brooklyn. Après son diplôme, elle fréquente brièvement le Hunter College de New York, où elle se lie d'amitié avec un groupe de peintres abstraits et réalistes sociaux. 
En 1937, elle fréquente la Leonardo da Vinci Art School école active entre 1923 et 1942 et poursuit ses études à l'American Artists School, toutes deux à New York. Elle gagne sa vie en travaillant comme modèle à l'école d'art.

## Mariage avec Willem de Kooning
À l'automne 1938, son professeur Robert Jonas lui présente Willem de Kooning dans une cafétéria de Manhattan. Elle avait 20 ans et lui 34. Elaine Fried connaissait son œuvre avant de le rencontrer. Willem lui donne des cours de dessin et de peinture. Kooning émettait des critiques sévères sur le travail de son élève, « exigeant sévèrement qu'elle dessine et redessine une figure ou une nature morte et insistant sur une définition linéaire fine, précise et claire soutenue par des ombres. » Il détruit même plusieurs de ses dessins, mais cela « a poussé Elaine à rechercher à la fois précision et grâce dans son travail ». Ils se marient le 9 décembre 1943 et emménagent dans le loft de Kooning au 143 West 21st Street. 
Le couple a eu ce qu'on a appelé plus tard un mariage ouvert; ils étaient tous les deux libres à propos du sexe et des affaires de l'autre. Elaine de Kooning a eu des relations avec des hommes qui ont aidé à faire avancer la carrière de Willem, comme Harold Rosenberg, un critique d'art renommé, Thomas B. Hess, écrivain sur l'art et rédacteur en chef pour Artnews et Charles Egan, propriétaire de la Charles Egan Gallery. Willem a eu une fille, Lisa de Kooning, en 1956, à la suite de sa liaison avec Joan Ward. 
Elaine et Willem de Kooning luttent tous les deux contre l'alcoolisme, ce qui finalement conduit à leur séparation en 1957. Elaine de Kooning reste à New York, aux prises avec la pauvreté tandis que Willem déménage à Long Island et fait face à la dépression. Malgré leur lutte contre l'alcoolisme, ils ont tous deux continué à peindre. Bien que séparés pendant près de vingt ans, ils n'ont jamais divorcé, se réunissant finalement en 1976.

## Carrière
Elaine de Kooning était une artiste paysagiste et portraitiste accomplie, active dans le mouvement expressionniste abstrait du début du XXe siècle. Elle était membre du Eighth Street Club à New York. Parmi le groupe d'artistes qui fréquentaient ce club figuraient Willem de Kooning, Jimmy Rosati, Giorgio Spaventi, Milton Resnick, Pat Passlof, Earl Kerkam, Ludwig Sander, Angelo Ippolito, Franz Kline, Clyfford Still et Hans Hofmann. Un poste de membre pour une femme était rare à cette époque.
Elaine de Kooning fait la promotion du travail de Willem tout au long de leur relation. Parallèlement à son propre travail de peintre, elle s'engage à faire reconnaître le travail de son mari. Même si elle n'oublie pas son propre travail, elle est bien consciente d'être souvent éclipsée par la renommée de son mari. Après avoir montré leur travail dans leur exposition de 1951 à la Sidney Janis Gallery, Artists, Man and Wife, qui comprenait également Jackson Pollock, Lee Krasner, Ben Nicholson et Barbara Hepworth, ainsi que Jean Arp et Sophie Taeuber-Arp, Elaine de Kooning déclare : « cela semblait comme une bonne idée à l'époque, mais plus tard, j'ai pensé que c'était un peu déprimant pour les femmes. Il y avait quelque chose dans l'exposition qui attachait en quelque sorte les femmes-épouses- aux vrais artistes ».
En 1951, elle participe à l'exposition 9th Street Art Exhibition, événement inaugural du courant des expressionnistes abstraits, où on retrouvait notamment, outre son mari, Jackson Pollock, Robert Motherwell, Ad Reinhardt et Joan Mitchell. Elaine de Kooning se distingue cependant du courant par le recours à une figuration abstraite qui la distingue de ses contemporains, davantage portés par l'expression du geste plutôt que par la figuration. Elle réalise ainsi plusieurs portraits de personnalités importantes de son époque.
En 1952, elle passe l'été chez le marchand d'art Leo Castelli aux Hamptons avec William de Kooning. 
En avril 1954, Elaine de Kooning présenta sa première exposition solo à la Stable Gallery (elle déclara parfois que c'était en 1952 mais la galerie fut fondée en 1953). Les femmes étaient souvent marginalisées dans le mouvement expressionniste abstrait, fonctionnant comme des objets et des accessoires pour confirmer la masculinité de leurs homologues masculins. Pour cette raison, elle a choisi de signer ses œuvres avec ses initiales plutôt que son nom complet, pour éviter que ses peintures `` soient étiquetées comme féminines dans un mouvement traditionnellement masculin, et pour ne pas être confondue avec son mari Willem de Kooning.  
Elaine de Kooning était une écrivaine et professeure d'art importante. Elle a commencé à travailler pour le magazine Artnews en 1948, elle y a écrit une centaine d'articles dont certains sur des personnalités majeures du monde de l'art. Elaine de Kooning a été la première artiste américaine dans les années 1950 à assumer le rôle de critique d'artistes. "En tant qu'écrivain, elle a écrit sur la culture, l'art et de nouvelles idées à sa génération d'artistes et de lecteurs."  Bien qu'Elaine de Kooning fût une écrivaine à succès, elle se considérait comme une "peintre par nature". l'art et l'écriture étaient tous consacrés à l'art et à l'humanité.  
Au cours de sa vie, elle a occupé des postes d'enseignante dans de nombreux établissements d'enseignement supérieur. En 1957, après la séparation d'Elaine et de Willem de Kooning, elle a accepté une série d'emplois à court terme dans l'enseignement pour subvenir à ses besoins. Elle a enseigné à l'Université du Nouveau-Mexique à Albuquerque; l'Université de Californie à Davis; à Carnegie Mellon, au Southampton College de Long Island; au Cooper Union et au Pratt Institute de New York; à Yale; au RISD au Rhode Island; Bard College;  l'Université de Géorgie et la New York Studio School à Paris. Entre 1976 et 1978, elle a été le premier professeur d'art invité à l'Université de Géorgie (UGA) à Athènes. En 1985, elle a été élue à la National Academy of Design en tant que membre associé et est devenue académicienne à part entière en 1988.
En 1972, elle est incluse dans la partie centrale de Some Living American Women Artists, un collage féministe de Mary Beth Edelson. En 2016, de Kooning était l'une des douze artistes féminines présentées dans l'exposition «Femmes de l'expressionnisme abstrait» organisée par le Denver Art Museum. Le but de cette exposition était de mettre en évidence les talents et les perspectives uniques des artistes féminines qui, comme cela a été mentionné précédemment, étaient souvent rejetées ou éclipsées par leurs homologues masculins. L'exposition s'est ensuite rendue au Mint Museum et au Palm Springs Art Museum.  
Étant l'épouse du célèbre peintre Willem de Kooning, elle n'a reçu une réelle reconnaissance que quelques années avant sa mort. Ses œuvres font partie des collections du Museum of Modern Art, du Metropolitan Museum Of Art et du Solomon R. Guggenheim Museum de New York.

## Art
Elaine de Kooning a réalisé des peintures et des dessins abstraits et figuratifs de natures mortes, de paysages urbains et de portraits. Son travail a été influencé par les artistes Willem de Kooning et Arshile Gorky, des artistes qui ont travaillé de manière abstraite et aussi figurative. Ses premiers travaux comprenaient des aquarelles et des natures mortes, dont cinquante croquis à l'aquarelle inspirés d'une statue du jardin du Luxembourg à Paris. Plus tard dans sa carrière, son travail a fusionné l'abstraction avec la mythologie, l'imagerie primitive et le réalisme. Son style gestuel de portrait est souvent noté, bien que son travail soit principalement figuratif et figuratif, et rarement purement abstrait. Elle a produit un corpus varié d'œuvres au cours de sa vie, y compris des sculptures, des gravures et des œuvres inspirées de dessins rupestres, le tout en plus de ses nombreuses peintures. Son travail présente une combinaison entre la peinture et le dessin, la surface et le contour, le trait et la ligne, la couleur et la lumière, la transparence et l'opacité. Interrogée sur son style, elle a répondu: «Je m'intéresse plus au caractère qu'au style. Le caractère sort du travail. Le style est appliqué ou imposé au travail. Le style peut être une prison."

### Premières œuvres
À l'été 1948, Elaine et Willem de Kooning ont passé un été au Black Mountain College près d'Asheville, en Caroline du Nord. Elaine de Kooning a étudié sous Josef Albers, R. Buckminster Fuller et Merce Cunningham.  Participante régulière aux représentations théâtrales, Elaine de Kooning était très impliquée dans la vie sociale du collège. Là-bas, elle a créé un corpus de seize peintures abstraites aux courbes imbriquées colorées. Bien que le travail ait été utile dans sa progression en tant qu'artiste, elle a trouvé que sa série s'est avérée être une impasse et les a gardées stockées pendant des décennies. 

### Portraits
Une grande partie du travail d'Elaine de Kooning était dans le portrait. En plus de peindre de nombreux autoportraits tout au long de sa vie, ses sujets étaient souvent d'autres artistes - généralement des hommes - dont les poètes Frank O'Hara, John Ashbery et Allen Ginsberg; l'écrivain Donald Barthelme; le critique d'art Harold Rosenberg; Thomas B. Hess, rédacteur en chef d'Artnews; le chorégraphe Merce Cunningham; le marchand d'art légendaire Leo Castelli; le musicien de jazz  Ornette Coleman; la célèbre star du football brésilien Pelé; et les peintres Fairfield Porter, Alex Katz et son mari, Willem de Kooning. Bien qu'elle ait travaillé dans un mode expressionniste abstrait gestuel, elle n'a jamais abandonné le travail avec la figure assurant la ressemblance de la personne. 
Elaine de Kooning a utilisé un large éventail de techniques de dessin et de peinture virtuoses: des dessins au crayon finement détaillés et davantage de dessins à l'encre gratuits, des hachures, des effacements, des découpes et des lignes graphiques d'improvisation, de la peinture fine et des empâtements, «des lavis fins et dégoulinants de couleurs vives…» avec beaucoup supports: crayon, encre, fusain, gouache, collage, techniques mixtes, huile sur papier, toile et masonite. `` Elle parvient à distinguer les traits du visage et capture la présence de chaque sujet avec des traits de peinture nets et irréguliers ... Un dessin de [son frère] Conrad de 1951 présente [sa] tête et ses épaules sur un fond sombre, avec une combinaison de lignes soignées. et des traits plus sombres définissant une figure contemplative avec une grande subtilité. » A propos de son portrait, Elaine de Kooning a écrit: "quand je peignais mes hommes assis, je les voyais comme des gyroscopes. Le portrait m'a toujours fasciné parce que j'aime le geste particulier d'une expression ou d'une position particulière ... Travaillant sur la figure, je voulait que la peinture se répande au fur et à mesure que les sentiments se propagent ... "Elle étudia chaque personne" pour trouver la pose caractéristique qui les définirait. "Elaine de Kooning a réalisé des portraits d'hommes de sa vie, comme son mari Willem de Kooning et le galeriste Charles Egan, avec qui elle a eu une liaison pendant qu'il représentait son mari Willem de Kooning. 
Un bon exemple de ceci est la série d'études et de portraits finis du président John F. Kennedy, qui a été la commande la plus importante de sa carrière. De Kooning a également fait une série d'hommes avec enfants et une série de femmes après avoir repris la peinture un an après la mort de John F. Kennedy.

### Nouveau Mexique
À l'automne 1958, jusqu'à la fin du printemps 1959, Elaine de Kooning obtint un poste d'enseignante en tant que professeure invitée à l'Université du Nouveau-Mexique. Cela lui a donné l'occasion de s'immerger dans la couleur et l'espace caractéristiques du paysage du sud-ouest. Elle a visité Juarez, au Mexique, où elle a assisté à de nombreuses corridas. Elle a créé une série de peinture inspirée par le thème avec des couleurs audacieuses et lumineuses. 
Pendant son séjour, elle s'est rendue à Sante Fe et a visité Georgia O Keeffe. Elle l'a décrite comme une "grande vieille fille" qui "ressemble à un moine et était très spirituelle d'une manière sèche". Elle a commencé à expérimenter la peinture acrylique pendant cette période. Elle a établi des liens avec des étudiants tels que William Conger et est devenue amie avec les artistes Joan Oppenheimer, Connie Fox ou Margaret Randall.  Elle s'est également liée avec Robert Mallary, un collègue instructeur. 

### Série Bacchus
Au cours des années 1970, elle a réalisé une série de peintures quasi-figuratives et orgiaques intitulée Bacchus. Cette série de peintures et aquarelles qu'Elaine de Kooning a générées pendant sept ans a débuté en 1976. Elle a été captivée par une sculpture du XIXe siècle du dieu romain Bacchus, qu'elle a vue dans le jardin du Luxembourg à Paris. Elle a particulièrement admiré la forme dynamique et tordue de la sculpture, qui dépeint l'agitation créée par le dieu ivre et ses accompagnateurs tout aussi en état d'ébriété. C'était la première fois qu'elle utilisait de la peinture acrylique. 

### Travaux ultérieurs
En 1983, Elaine de Kooning a visité les peintures rupestres paléolithiques de Lascaux en France et d'Altamira en Espagne et a produit une série de peintures intitulée Cave Walls. Dans l'art paléolithique, elle a trouvé les racines de l'expressionnisme abstrait, car ils ont les mêmes processus d'improvisation et la même technique spontanée. En d'autres termes, «elle trouvait l'art paléolithique proche de l'art du XXe siècle». 
En 1985, quand Elaine de Kooning a visité la grotte dans les Pyrénées espagnoles, elle s'est rendu compte que les formations géologiques et les textures de la paroi de la grotte étaient les mêmes que son sol de couleur volante, gouttes, lavages et traits, formes animales et dessins sortant de ses contours; en lui donnant l'affirmation de sa propre façon de travailler. Ces séries de peintures ont été exposées à la galerie Fischbach en novembre 1988, trois mois avant sa mort.

## Décès
Elle meurt en 1989, un an après avoir contracté un cancer du poumon.

## Principales expositions solos
- 1952, 1954, 1956 : Stable Gallery, New York;
- 1957 : Tibor de Nagy Gallery, New York;
- 1958 : Museum of New Mexico Art Gallery, (Santa Fe, New Mexico);
- 1959 : Lyman Allyn Art Museum, New London, Connecticut;
- 1960 : Ellison Gallery, Fort Worth, Texas;
- 1960, 1963, 1965, 1975 : Graham Gallery, New York;
- 1964 : 25 Portraits of J.F.K., Peale House Gallery, Pennsylvania Academy of Fine Arts, Philadelphia, Pennsylvania;
- 1979 : Bacchus, Works on Paper, Lauren Rogers Museum of Art and Library, Laurel, Mississippi;
- 1982, 1986 : Gruenebaum Gallery New York;
- 1983 : Elaine de Kooning and the Bacchus Motif, Arts Club of Chicago, Chicago, Illinois;
- 1984 : Elaine de Kooning: New Paintings, C. Grimaldis Gallery, Baltimore, Maryland;
- 1991 : Black Mountain Paintings from 1948, Joan T. Washburn Gallery, New York;
- 2015 : Elaine de Kooning: Portraits, National Portrait Gallery, Washington, D.C.

## Principales expositions de groupe
- 1951, 1953-1957: 9th Street Art Exhibition, la première  "New York Painters and Sculptors Annual Exhibition" et les cinq suivantes expositions "New York Artists' Annual Exhibitions", Stable Gallery, New York;
- 1956: "Abstract Expressionism" au  Walker Art Center, Minneapolis, Minnesota; "Young American Painters", The Museum of Modern Art, New York; "Pittsburgh International", Carnegie Institute, Pittsburgh;
- 1958: "Action Painting, 1958", The Dallas Contemporary, Dallas, Texas;
- 1960: "Abstract Expressionists Painting of the Fifties", The Walker Art Center, Minneapolis, Minnesota;
- 1961: The Whitney Museum of American Art Annuals and Biennials, New York;
- 1964: "67th Annual American Exhibition: Directions in Contemporary Painting and Sculpture", The Art Institute of Chicago;
- 1980: "The Fifties: Aspects Painting in New York", Hirshhorn Museum and Sculpture Garden, Washington, D.C.; "Heads: An Exhibit of Portraits", C. Grimaldis Gallery, Baltimore, Maryland.
- 1990: "Four Centuries of Women's Art", National Museum of Women in the Arts, Washington, D.C.; "East Hampton Avant-Garde, A Salute to the Signa Gallery", Guild Hall Museum, East Hampton, New York.
- 1997: "Preserving the Past, Securing the Future: Donations of Art 1987–1997", the National Museum of Women in the Arts, Washington, D.C.
- 2015: "Marks Made: Prints by American Women Artists from the 1960s to the Present", Museum of Fine Arts, St Petersburg, Florida
- 2016: "Expanding the Narrative: Women Artists and Abstract Expressionism", the Virginia Museum of Fine Arts, Richmond, VA
- 2016: "Women in Abstract Expressionism", Denver Art Museum, Denver, CO
- 2019: "Sparkling Amazons: Abstract Expressionist Women of the 9th St," the Katonah Museum of Art, Westchester County, NY.
- 2019: "Postwar Women:alumnae of the Art Students League of New York 1945-1965", Phyllis Harriman Gallery, Art Students League of NY; organise par Will Corwin.
- 2020: "9th Street Club", Gazelli Art House, London; organise par Will Corwin.

## Collections publiques
- The Museum of Modern Art, New York, NY
- The Solomon R. Guggenheim Museum, New York, NY
- The Metropolitan Museum of Art, New York, NY
- The Denver Art Museum, Denver, CO
- The National Academy Museum and School, New York, NY
- The Los Angeles County Museum of Art (LACMA), Los Angeles, CA
- The National Portrait Gallery, Washington, D.C.
- Guild Hall Center for the Visual and Performing Arts, East Hampton, Long Island, NY
- The National Museum of Women in the Arts, Washington, D.C.

The Smithsonian Institution's National Portrait Gallery possède la plus grande collection de portraits de De Kooning.

## Poste de professeur
- 1958-59: University of New Mexico
- 1960: The Pennsylvania State University
- 1963-64: University of California Davis
- 1967: Yale University
- 1968: Pratt Institute
- 1968-70: Carnegie-Mellon University
- 1971-72: University of Pennsylvania
- 1971: Wagner College
- 1974: New York Studio School
- 1974-75: Parsons School of Design
- 1976-79: University of Georgia

## Source
- (en) Cet article est partiellement ou en totalité issu de l’article de Wikipédia en anglais intitulé « Elaine de Kooning » (voir la liste des auteurs).
- Mary-Dailey Desmarais, « Bill à St. Mark's par Elaine de Kooning », Revue M du Musée des beaux-arts de Montréal,‎ été 2019, p. 20 (ISSN 1715-4820)